# Уличный боец (фильм, 1994)
«Уличный боец» (англ. Street Fighter) — приключенческий фильм-боевик 1994 года, снятый по мотивам компьютерной игры Street Fighter II режиссёром Стивеном де Суза по собственному сценарию. В главных ролях снимались Жан-Клод Ван Дамм, Рауль Хулия, Байрон Мэнн, Минг-На Вен и Кайли Миноуг.
Фильм собрал хорошую кассу, но был негативно оценён зрителями и кинокритиками по всему миру. Также была создана игра по фильму Street Fighter: The Movie, которая получила отрицательные отзывы.

## Сюжет
Безумный диктатор генерал Байсон набирает себе целое войско, выстраивает настоящий город, и решает провозгласить себя властелином мира. Но чтобы рассчитываться с наемниками, ему нужны деньги. Он решает захватить в заложники мирных граждан и требовать у правительства огромный выкуп. На помощь заложникам отправляется полковник Уильям Гайл с небольшой командой своих друзей. Ему предстоит незамеченным пробраться в самый центр города диктатора, где держат заложников.

## В ролях
| Актёр                   | Роль                  | Оригинальное имя  |
| ----------------------- | --------------------- | ----------------- |
| Жан-Клод Ван Дамм       | Уильям Гайл           | Guile             |
| Рауль Хулия             | М. Байсон             | M. Bison          |
| Байрон Мэнн             | Рю Хоси               | Ryu               |
| Минг-На                 | Чунь-Ли               | Chun-Li           |
| Кайли Миноуг            | Кэмми                 | Cammy             |
| Саймон Кэллоу           | Представитель A.N.    | A.N. Official     |
| Дэмиэн Чапа             | Кен Maстерс           | Ken Masters       |
| Рошан Сет               | доктор Дхалсим        | Dhalsim           |
| Уэс Стьюди              | Виктор Сагат          | Sagat             |
| Гранд Л. Буш            | Балрог Дуглас         | Balrog            |
| Питер Нэви Туясосопо    | Э. Хонда              | E. Honda          |
| Эндрю Брынярски         | Зангиев               | Zangief           |
| Роберт Маммоне          | Карлос «Чарли» Бланка | Blanka            |
| Джей Тэвэр              | Вега                  | Vega              |
| Грегг Рэйнуотер         | Т. Хоук               | T. Hawk           |
| Мигель Нуньес-мл.       | Ди Джей               | Dee Jay           |
| Бенни "The Jet" Уркидез | член банды Сагата     | Sagat Gang Member |
| Дарси Ля Пьер           | подружка Гайла        | Guile’s Date      |

## Производство
Бо́льшая часть бюджета для «Уличного бойца» была предоставлена компанией Capcom.

## Критика
Известный кинокритик Леонард Малтин дал фильму самый низкий рейтинг и написал, что он не понравится даже фанатам Жана-Клода Ван Дамма. Ричард Харрингтон из The Washington Post писал, что «Уличный боец» примечателен лишь как последний фильм с участием актёра Рауля Хулия.